# Eusebio Tejera
Eusebio Tejera, vollständiger Name Eusebio Ramón Tejera Kirkerup, (* 6. Januar 1922; † 9. November oder 10. November 2002 in Montevideo) war ein uruguayischer Fußballspieler.

## Karriere

### Verein
Der 1,80 Meter große El Cato genannte Abwehrspieler, der überwiegend als Links- oder Innenverteidiger eingesetzt wurde, begann seine fußballerische Laufbahn bei Bella Vista. In den Jahren 1944 und 1945 spielte er für River Plate Montevideo. Den sportlichen Höhepunkt seiner Laufbahn fand er von 1945 bis 1950 beim montevideanischen Verein Nacional, mit dem er 1946, 1947 und 1950 jeweils uruguayischer Landesmeister wurde. Er bestritt bei den Bolsos 155 Partien, in denen er auch ein Tor erzielen konnte. Anschließend war er für Cúcuta Deportivo aktiv und beendete seine Karriere beim uruguayischen Klub Defensor.

### Nationalmannschaft
Tejera war auch Mitglied der Nationalmannschaft seines Heimatlandes und nahm mit ihr an der Fußball-Weltmeisterschaft 1950 teil. In diesem Turnier gewann er mit ihr den Weltmeistertitel. Bei der Fußball-Weltmeisterschaft 1954 stand er ebenfalls im uruguayischen Aufgebot. Zudem wirkte er an der Copa America, den Südamerikameisterschaften 1945, 1946 und 1947 als Nationalspieler Uruguays mit. Auch war er an zwei Titelgewinnen der Copa Río Branco beteiligt.
Insgesamt absolvierte er von seinem Debüt am 24. Januar 1945 bis zu seinem letzten Einsatz am 5. Juni 1954 31 Länderspiele, bei denen ihm jedoch ein Torerfolg versagt blieb.

### Erfolge
- Fußball-Weltmeisterschaft: 1950
- 3× Uruguayischer Meister (1946, 1947 und 1950)